# William Dampier
William Dampier (batejat el 5 de setembre de 1651; mort el març de 1715) va ser un explorador i navegant anglès que es va convertir en el primer anglès a explorar parts del que és avui a Austràlia, i la primera persona a circumnavegar el món tres vegades. També ha estat descrit com el primer historiador natural d'Austràlia, així com un dels exploradors britànics més importants del període entre Sir Walter Raleigh i James Cook.
Després d'impressionar l'Almirallatge amb el seu llibre A New Voyage Round the World, Dampier va obtenir el comandament d'un vaixell de la Royal Navy i va fer importants descobriments a Austràlia Occidental, abans de ser jutjat marcialment per crueltat. En un viatge posterior, va rescatar Alexander Selkirk, un ex company de tripulació que va poder haver inspirat a Daniel Defoe la seva obra Robinson Crusoe. Uns altres influenciats per Dampier inclouen James Cook, Horatio Nelson, Charles Darwin i Alfred Russel Wallace.

## Llibres
- A New Voyage Round the World (1697)
- Voyages and Descriptions (1699)
- A Voyage to New Holland (1703)
- A Supplement of the Voyage Round the World (1705)
- The Campeachy Voyages (1705)
- A Discourse of Winds (1705)
- A Continuation of a Voyage to New Holland (1709)